# Lehnické vojvodství
Lehnické vojvodství (polsky województwo legnickie) bylo během uspořádání země z let 1975–1998 vyšším územně samosprávným celkem Polska. Vojvodství hraničilo na severozápadě s vojvodstvím Zelenohorským, na severovýchodě s Lešenským, na východě s Vratislavským, na jihu s Valbřišským a na jihozápadě s Jelenohorským. Na konci roku 1998 zaniklo na základě reformy administrativního uspořádání země a jeho území bylo začleněno do Dolnoslezského vojvodství.